# 芝珀特·拉亞站
芝珀特·拉亞站是印度尼西亞雅加達地鐵南北線的一座架空車站，位於南雅加達行政市芝蘭達鎮法瑪瓦蒂醫院路。該站在2019年3月24日雅加達地鐵南北線第一期通車時開放載客，設有4個出入口和2個側式月台。

## 歷史
南北線第一期（布陸斯谷站－印度尼西亞大酒店圓環站）於2013年10月10日動工，至2019年3月24日開放載客，芝珀特·拉亞站因而啟用，成為南北線的中途站之一。

## 車站結構
芝珀特·拉亞站屬於架空車站，長175米，闊22.3米，車站上蓋高24.79米。該站設有2層，地面為出入口，一樓為公眾區／商業區，二樓為南北線月台（往布陸斯谷／印度尼西亞大酒店圓環）。
| 二樓 | 側式月台       | 側式月台                                          | 側式月台       |
| 二樓 | 南             | 南北線列車往布陸斯谷方向（法瑪瓦蒂）              |                |
| 二樓 |                | 南北線列車往印度尼西亞大酒店圓環方向（哈吉·納威） | 北             |
| 二樓 | 側式月台       |                                                   |                |
| 一樓 | 公眾區、商業區 | 公眾區、商業區                                    | 公眾區、商業區 |
| 地面 | 出入口         | 出入口                                            | 出入口         |

### 出入口
乘客可以使用4個出入口進出芝珀特·拉亞站。
| 出口編號 | 建議前往的目的地               |
| -------- | ------------------------------ |
| A出口    | 瑟迪亞米特拉醫院               |
| C出口    | 樂天瑪特                       |
| D出口    | 國務秘書部公務員教育及培訓中心 |
| D出口    | 巽他廚房                       |

## 服務及接駁交通
工作日期間，南北線列車平時的班次平均為9分鐘一班，繁忙時段（早上7時至9時、晚上5時至7時）則縮短為平均5分鐘一班。假日期間，列車班次平均為10分鐘一班。從芝珀特·拉亞站開往印度尼西亞大酒店圓環站的首班車在每天上午5時06分開出，末班車在每天晚上11時18分開出，開往布陸斯谷站的首班車在每天上午5時29分開出，末班車在每天晚上11時54分開出。開往M區站的末班車則在每天晚上11時33分開出。
乘客可在本站周圍換乘雅加達專線巴士1E號線，美都小巴S610號線及S76號線。

## 外部連結
- 雅加達地鐵公司：芝珀特·拉亞站 （页面存档备份，存于） （印尼文）